# Canton de l'Isle-d'Abeau
Le canton de l'Isle-d'Abeau est une circonscription électorale française située dans le département de l'Isère et la région Auvergne-Rhône-Alpes.

## Histoire
Le canton de l'Isle-d'Abeau a été créée par le décret du 24 janvier 1985 scindant en deux le canton de La Verpillière.
Il est réduit au profit du canton de Bourgoin-Jallieu-Sud par le décret du 26 février 1997 lui ôtant la commune de Saint-Alban-de-Roche.
Un nouveau découpage territorial de l'Isère entre en vigueur à l'occasion des élections départementales de 2015. Il est défini par le décret du 18 février 2014, en application des lois du 17 mai 2013 (loi organique 2013-402 et loi 2013-403). Les conseillers départementaux sont, à compter de ces élections, élus au scrutin majoritaire binominal mixte. Les électeurs de chaque canton élisent au Conseil départemental, nouvelle appellation du Conseil général, deux membres de sexe différent, qui se présentent en binôme de candidats. Les conseillers départementaux sont élus pour 6 ans au scrutin binominal majoritaire à deux tours, l'accès au second tour nécessitant 12,5 % des inscrits au 1er tour. En outre la totalité des conseillers départementaux est renouvelée. Ce nouveau mode de scrutin nécessite un redécoupage des cantons dont le nombre est divisé par deux avec arrondi à l'unité impaire supérieure si ce nombre n'est pas entier impair, assorti de conditions de seuils minimaux. Dans l'Isère, le nombre de cantons passe ainsi de 58 à 29. Le canton de l'Isle-d'Abeau est agrandi par ce décret.

## Géographie
Ce canton est organisé autour de L'Isle-d'Abeau dans les arrondissements de La Tour-du-Pin et de Vienne. Son altitude varie de 208 m (L'Isle-d'Abeau, Vaulx-Milieu et Villefontaine) à 538 m (Tramolé).

## Représentation

### Représentation avant 2015
| Période | Période | Identité             | Étiquette  | Qualité                                                                                             |
| ------- | ------- | -------------------- | ---------- | --------------------------------------------------------------------------------------------------- |
| 1985    | 1988    | Michèle Bacci        | UDF-PR     | Chef d'entreprise à La Tronche Conseillère municipale de Villefontaine                              |
| 1988    | 1994    | Alain Rossot         | PS puis NG | Médecin Maire de L'Isle-d'Abeau (1983-1995 puis 1997-2007)                                          |
| 1994    | 2015    | André Colomb-Bouvard | PS         | Principal de collège retraité Maire de L'Isle-d'Abeau (2007-2014) Vice-président du Conseil général |

### Représentation à partir de 2015
| Période élective | Période élective | Mandat | Mandat           | Identité                                             | Nuance | Nuance | Qualité |
| ---------------- | ---------------- | ------ | ---------------- | ---------------------------------------------------- | ------ | ------ | --- |
| 2015             | 2021             | 2015   | 2016 (démission) | Raymond Feyssaguet (Démission pour cumul de mandats) |        | UDI    | Maire de Villefontaine (1995-2016) |
| 2015             | 2021             | 2015   | 2021             | Catherine Simon                                      |        | UDI    | Conseillère municipale de L'Isle-d'Abeau Vice-Présidente chargée des collèges et des équipements scolaires                                          |
| 2015             | 2021             | 2016   | 2021             | Daniel Cheminel (remplaçant)                         |        | LR     | Maire de Saint-Jean-de-Bournay (2014-2020) |
| 2021             | 2028             | 2021   | en cours         | Jean Papadopulo                                      |        | DVD    | Vétérinaire, ancien maire de Four, Président de la Communauté de communes Vice-Président délégué au laboratoire départemental et à la santé animale |
| 2021             | 2028             | 2021   | en cours         | Catherine Simon                                      |        | UDI    | Conseillère sortante 5e vice-présidente chargée de l'éducation                                                                                      |

### Résultats détaillés

#### Élections de mars 2015
À l'issue du 1er tour des élections départementales de 2015, deux binômes sont en ballottage : Marion Piot et Antonin Sabatier (FN, 32,51 %) et Raymond Feyssaguet et Catherine Simon (Union de la Droite, 31,07 %). Le taux de participation est de 41,07 % (13 162 votants sur 32 046 inscrits) contre 49,24 % au niveau départemental et 50,17 % au niveau national.
Au second tour, Raymond Feyssaguet et Catherine Simon (Union de la Droite) sont élus avec 62,69 % des suffrages exprimés et un taux de participation de 42,43 % (7 720 voix pour 13 598 votants et 32 047 inscrits).
Raymond Feyssaguet, élu conseiller régional, a démissionné. Il est remplacé par Daniel Cheminel (DVD), membre du groupe LR et apparentés, maire de Saint-Jean-de-Bournay.

#### Élections de juin 2021
Le premier tour des élections départementales de 2021 est marqué par un très faible taux de participation (33,26 % au niveau national). Dans le canton de l'Isle-d'Abeau, ce taux de participation est de 24,83 % (8 245 votants sur 33 211 inscrits) contre 31,88 % au niveau départemental. À l'issue de ce premier tour, deux binômes sont en ballottage : Jean Papadopulo et Catherine Simon (DVD, 48,52 %) et Allan Brunon-Adel et Anne Verjus (Union à gauche, 29,23 %).
Le second tour des élections est marqué une nouvelle fois par une abstention massive équivalente au premier tour. Les taux de participation sont de 34,36 % au niveau national, 32,23 % dans le département et 24,75 % dans le canton de l'Isle-d'Abeau. Jean Papadopulo et Catherine Simon (DVD) sont élus avec 64,86 % des suffrages exprimés (4 968 voix pour 8 221 votants et 33 221 inscrits),,.

## Composition

### Composition de 1985 à 1997
Lors de sa création en 1985, le canton de l'Isle-d'Abeau était composé de quatre communes :
- L'Isle-d'Abeau
- Saint-Alban-de-Roche
- Vaulx-Milieu
- Villefontaine (chef-lieu)

Cas rare, la commune qui donnait son nom au canton n'en était pas le chef-lieu, fixé à Villefontaine.

### Composition de 1997 à 2015
À la suite du décret du 26 février 1997, le canton ne comprend plus que trois communes.
| Nom                       | Code Insee | Codepostal | Superficie (km2) | Population (dernière pop. légale) | Densité (hab./km2) |
| ------------------------- | ---------- | ---------- | ---------------- | --------------------------------- | ------------------ |
| Villefontaine (chef-lieu) | 38553      | 38090      | 11,63            | 18 009 (2012)                     | 1 548              |
| L'Isle-d'Abeau            | 38193      | 38080      | 9,11             | 15 944 (2012)                     | 1 750              |
| Vaulx-Milieu              | 38530      | 38090      | 9,02             | 2 396 (2012)                      | 266                |

### Composition depuis 2015
Le canton de l'Isle-d'Abeau, dont L'Isle-d'Abeau est bien le bureau centralisateur, est désormais composé de treize communes.
| Nom                                    | Code Insee | Intercommunalité    | Superficie (km2) | Population (dernière pop. légale) | Densité (hab./km2) | Modifier                                    |
| -------------------------------------- | ---------- | ------------------- | ---------------- | --------------------------------- | ------------------ | ------------------------------------------- |
| L'Isle-d'Abeau (bureau centralisateur) | 38193      | CA Porte de l'Isère | 9,11             | 17 096 (2022)                     | 1 877              | modifier les données · modifier les données |
| Chèzeneuve                             | 38102      | CA Porte de l'Isère | 6,79             | 650 (2022)                        | 96                 | modifier les données · modifier les données |
| Crachier                               | 38136      | CA Porte de l'Isère | 3,64             | 590 (2022)                        | 162                | modifier les données · modifier les données |
| Culin                                  | 38141      | CC Bièvre Isère     | 7,32             | 785 (2022)                        | 107                | modifier les données · modifier les données |
| Four                                   | 38172      | CA Porte de l'Isère | 11,82            | 1 672 (2022)                      | 141                | modifier les données · modifier les données |
| Maubec                                 | 38223      | CA Porte de l'Isère | 8,57             | 1 920 (2022)                      | 224                | modifier les données · modifier les données |
| Meyrieu-les-Étangs                     | 38231      | CC Bièvre Isère     | 8,54             | 1 029 (2022)                      | 120                | modifier les données · modifier les données |
| Saint-Agnin-sur-Bion                   | 38351      | CC Bièvre Isère     | 9,70             | 1 161 (2022)                      | 120                | modifier les données · modifier les données |
| Saint-Alban-de-Roche                   | 38352      | CA Porte de l'Isère | 6,11             | 2 148 (2022)                      | 352                | modifier les données · modifier les données |
| Saint-Jean-de-Bournay                  | 38399      | CC Bièvre Isère     | 26,87            | 4 762 (2022)                      | 177                | modifier les données · modifier les données |
| Tramolé                                | 38512      | CC Bièvre Isère     | 6,99             | 802 (2022)                        | 115                | modifier les données · modifier les données |
| Vaulx-Milieu                           | 38530      | CA Porte de l'Isère | 9,02             | 2 495 (2022)                      | 277                | modifier les données · modifier les données |
| Villefontaine                          | 38553      | CA Porte de l'Isère | 11,63            | 19 018 (2022)                     | 1 635              | modifier les données · modifier les données |
| Canton de l'Isle-d'Abeau               | 3814       |                     | 126,11           | 54 128 (2022)                     | 429                | modifier les données                        |

## Démographie

### Démographie avant 2015
| 1990   | 1999   | 2006   | 2011   | 2012   |
| ------ | ------ | ------ | ------ | ------ |
| 23 878 | 32 016 | 35 873 | 36 220 | 36 349 |

### Démographie depuis 2015
En 2022, le canton comptait 54 128 habitants, en évolution de +5,08 % par rapport à 2016 (Isère : +3,07 %, France hors Mayotte : +2,11 %).
| 2013   | 2018   | 2022   |
| ------ | ------ | ------ |
| 50 324 | 52 260 | 54 128 |